# Championnats du monde de luge 2022
 (signalé en mai 2025).
Si vous disposez d'ouvrages ou d'articles de référence ou si vous connaissez des sites web de qualité traitant du thème abordé ici, merci de compléter l'article en donnant les références utiles à sa vérifiabilité et en les liant à la section « Notes et références ».
- Archive Wikiwix
- Bing
- Cairn
- DuckDuckGo
- E. Universalis
- Gallica
- Google
- G. Books
- G. News
- G. Scholar
- Persée
- Qwant
- (zh) Baidu
- (ru) Yandex
- (wd) trouver des œuvres sur Wikidata

Navigation
Édition précédente Édition suivante
Les Championnats du monde de luge 2022 se déroulent le 30 janvier 2022  à Winterberg (Allemagne sous l'égide de la Fédération internationale de luge de course (FIL) exclusivement dans la discipline non encore olympique du double féminins. Tout comme la coupe du monde de double femme organisée pour la première fois lors de la saison 2021/22 avec la Coupe du monde junior, les Championnats du monde ont été organisés en même temps que les Championnats du monde junior 2022.

## Tableau des médailles
| Rang | Nation     | Or | Argent | Bronze | Total |
| ---- | ---------- | -- | ------ | ------ | ----- |
| 1    | Allemagne  | 1  | 1      | 0      | 2     |
| 2    | États-Unis | 0  | 0      | 1      | 1     |

## Podiums
| Épreuves       | Or                                              | Argent                                 | Bronze                                   |
| -------------- | ----------------------------------------------- | -------------------------------------- | ---------------------------------------- |
| Doubles Femmes | Allemagne Jessica Degenhardt Cheyenne Rosenthal | Allemagne Luisa Romanenko Pauline Patz | États-Unis Chevonne Forgan Sophia Kirkby |